# Château d'Alaquàs

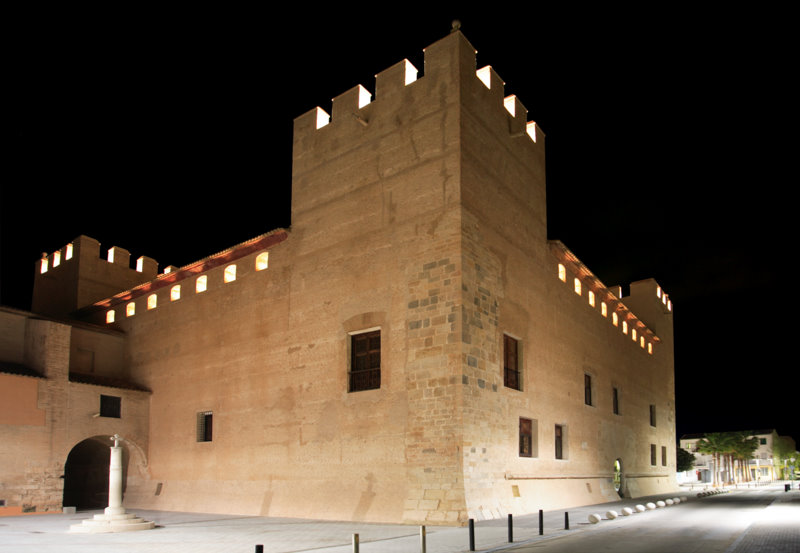
Extérieur du Château d'Alaquàs.

Le Château d'Alaquás, Château des Quatre Tours ou Palais des Aguilars, est l'une des demeures nobles érigées pendant la période de décadence féodale au XVIe siècle. Il est situé à Alaquàs (Valence, Espagne).
C'est un palais-château aux caractéristiques résidentielles, avec des plafonds à caissons, des tuiles, des arrangements ornementaux et des éléments architecturaux importants annonciateurs de la Renaissance.
Il a été déclaré Monument historique et artistique le 21 avril 1918, et Bien d'intérêt culturel le 1er décembre 1999.

## Histoire
Lorsqu'en 1238, le monarque Jacques Ier d'Aragon conquis le Royaume de Valence, il fit preuve de générosité envers les cavaliers l'ayant accompagné et aidé. Ce fut le cas notamment de Bernat de Castellón, natif de Catalogne, à qui le Roi accorda les droits de souveraineté sur Alaquàs, proche de Valence.
À partir de l'an 1373, la gérance de la cité d'Alaquàs revint à la famille Vilaragut, et ce pendant presque 100 ans. Des fouilles archéologiques ont mis au jour qu'ils résidaient dans un premier temps dans un édifice datant du XIVe siècle. Plusieurs propriétaires se sont succédé la gouvernance de la seigneurie, jusqu'au début du XVIe siècle. En 1501, Jaime Garcia d'Aguilar, à la tête d'une famille de juristes ayant servi sous le roi Jean II d'Aragon, pris possession de la place d'Alaquàs.
Ce fut au cours de ce siècle que fut construit le Château d'Alaquàs, ce grâce à l'augmentation des rentes familiales. À la mort de Jaime Garcia, Alaquàs passa aux mains de son neveu Lluís Pardo de la Casta, seul héritier de la famille.
Au cours des premières années du XVIIe siècle, les Pardo de la Casta, voyant leur situation socio-économique décliner, se sont engagés militairement pour la monarchie espagnole, en allant notamment jusqu'au Duché de Milan. Félix Pardo de la Casta, héritier de la famille, fait bientôt partie de la ville de Crémone et, peu après son arrivée, il épouse Margherita de Lodi, fille d'une des riches familles de la région. Il fut gouverneur de Crémone pendant treize ans et, grâce à son mariage et à sa fonction, occupa une place importante dans la ville, devenant un mécène artistique important qui a finalement consolidé Crémone comme la branche italienne de la famille Pardo de la Casta-Manfredi.
À la différence de ces prédécesseurs, Félix Pardo de la Casta a résidé jusqu'à la fin de sa vie à Crémone et n'est jamais revenu à Alaquàs. Il est mort en 1688 et sa fille, Margarita Pardo de la Casta, se maria avec au Marquis Gian Battista Manfredi, originaire de Bolbaite, transmettant ainsi à ses héritiers les droits sur la seigneurie d'Alaquàs. La ville resta uni à cette famille italienne par l'intermédiaire d’administrateurs ayant les pleins pouvoirs, jusqu'à la disparition des seigneuries juridictionnelles et sa vente au XIXe siècle. Cette vente a été faite en faveur de particuliers sans statut de seigneur. Dès lors, le château et toutes ses terres ont fait l'objet d'une série de transformations et d'utilisations préjudiciables au bon état et à la conservation de ce bâtiment.
Au début du XXe siècle, on retrouve différents propriétaires du Château, comme Julio Giménez Llorca, qui le vendit ensuite à Vicente Gil Roche, chef d'entreprise qui souhaitait le démolir.
La nouvelle de la démolition du château est parvenue au Centro de Cultura Valenciana, qui a lancé un appel en 1918 à tous les artistes, architectes et universitaires valenciens, les encourageant s'inspirer de ce bâtiment pour créer des dessins, des photographies ou des plans, afin de le mettre en lumière et éviter sa démolition. L'appel a eu une réponse importante avec toutes sortes de matériel graphique et de données historiques, si bien qu'en 1921, un petit livre a été publié intitulé El Palau Senyorial d'Alaquàs, par José Manuel Cortina Pérez et Vicente Ferrán Salvador, qui contient la première étude sur le bâtiment. Grâce aux différentes protestations et négociations, comme celle de Mariano Benlliure qui, par l'intermédiaire de l'Académie royale des beaux-arts de San Fernando de Madrid, a réussi à faire signer à Alphonso XIII un ordre royal le 26 avril selon lequel le bâtiment a été déclaré Monument historique et artistique national, sa démolition a été arrêtée.
Malgré cette annulation, en 1928 la tour nord-ouest a été détruite car elle menaçait de tomber sur quelques maisons des environs.
À la mort de Vincente Gil Roca, le Château est passé à ses héritiers, qui l'ont loué dans un premier temps à Mme Isabel González de Lassala, jusqu'en 1940 où il a été acquis par la même famille Lassala.
La premier maire élue démocratiquement en avril 1979, Albert Taberner, a engagé une procédure afin d'intégrer le château au patrimoine de la ville. À cette époque, les habitants pouvaient alors y accéder quelques heures par jour.

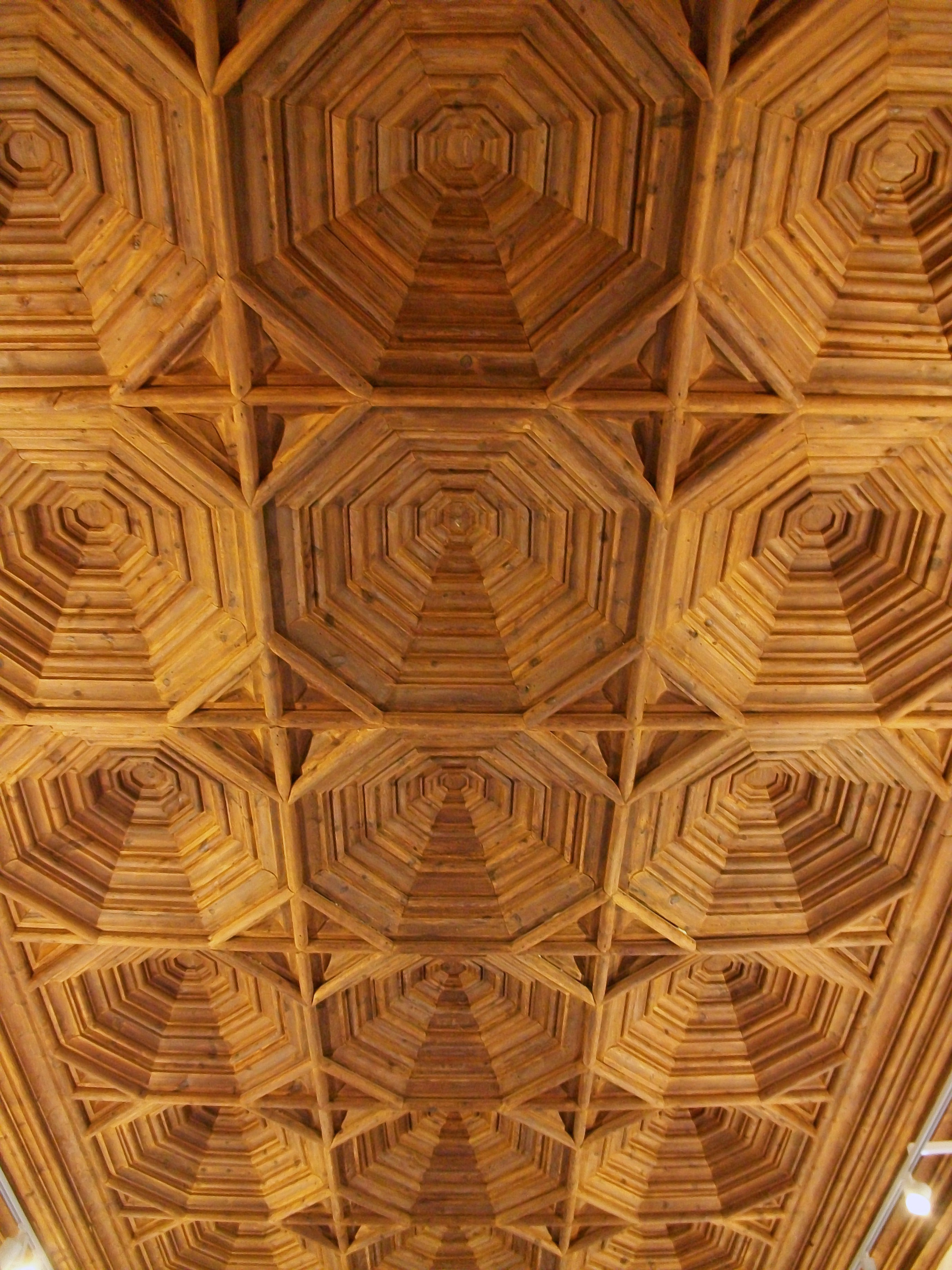
Plafond à caisson dans la Salle La Nova du Château de Alacuàs

En 1999, la mairie souhaite en faire l'acquisition définitive et c'est en juin 2002 qu'est finalement acté la demande d’expropriation du château, avec le soutien de la Généralité Valencienne. C'est finalement le 3 février 2003 que la mairie prend possession du monument, passant après des siècles de propriété privée, au main du public.
Le 28 février 2003, des portes ouvertes pour tous les habitants de la ville ont été organisées. Différentes activités culturelles ont été organisées à cette occasion: concerts, pièces de théâtre, et expositions, notamment de Stradivarius datant de 1715, prêtés par la ville de Crémone, jumelée avec Alaquàs.
Un Plan de Protection et de Réhabilitation du Château a été lancé par la mairie, afin de restaurer les plafonds à caissons et les céramiques. La quatrième tour, ayant été abattu en 1928, a été reconstruite à cette occasion et la restauration s'est terminée le 19 mars 2007. Aujourd'hui, le château est un centre culturel, hébergeant le Centre de Formation pour Adultes Enric Valor, le siège valencien de la Fondation Ernest Lluch et une bibliothèque.

## Description technique

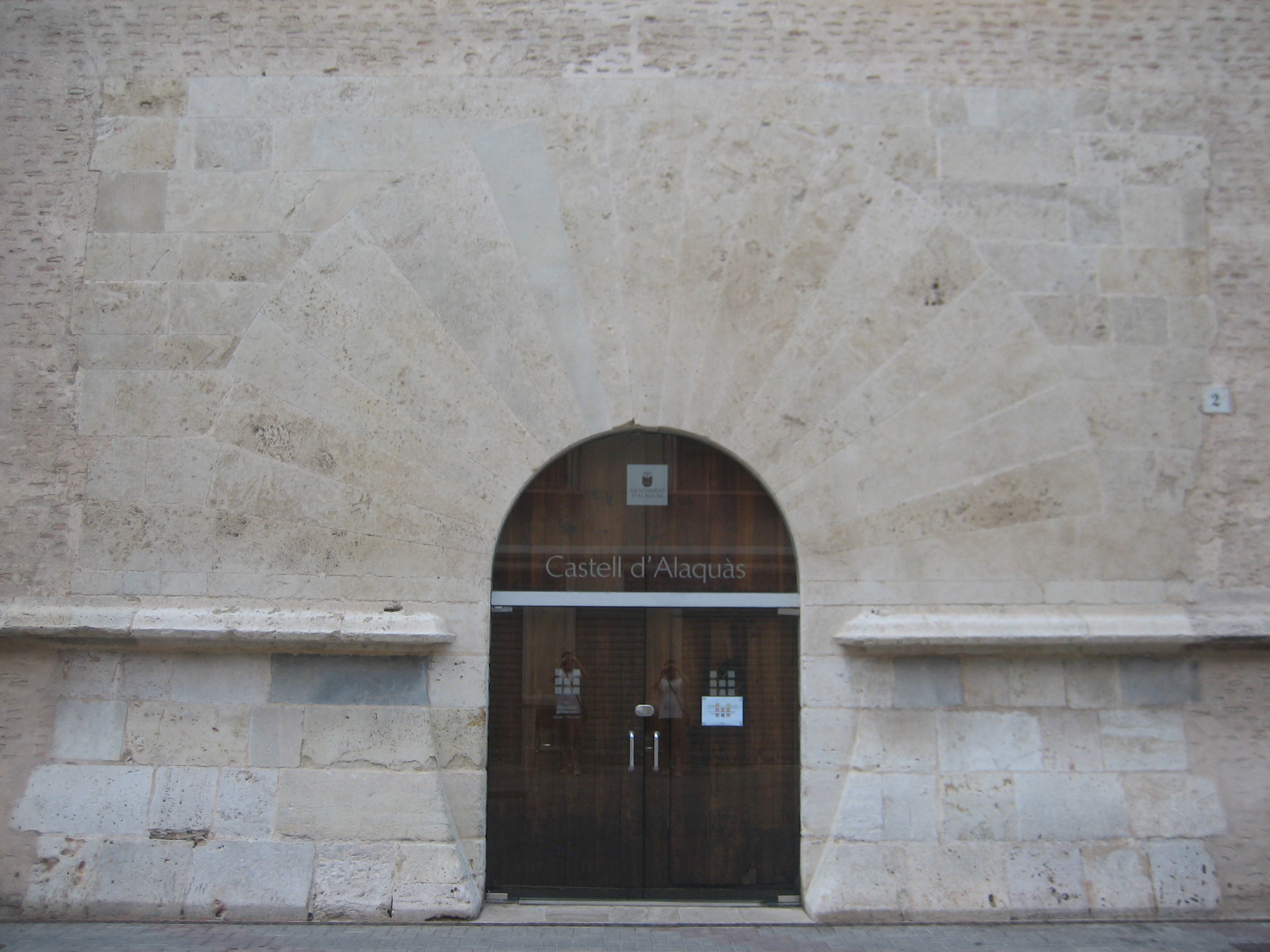
Porte du château

Le château couvre un carré de 38,90 mètres de côté, portant sa surface à 1 513 m2.
Il possède un portique en forme de cloître et une grande cour centrale, véritable poumon de l'édifice. La porte principale, le socle et les quatre coins du château ont été construits avec des blocs de pierre de taille, d'un état très variable par rapport au reste du bâtiment, ce qui laisse supposer que lors de la construction ils ont profité du reste des bâtiments précédents qui auraient été situés sur le même terrain où le château actuel a été élevé.
Le monument compte quatre étages :
Le rez-de-chaussée

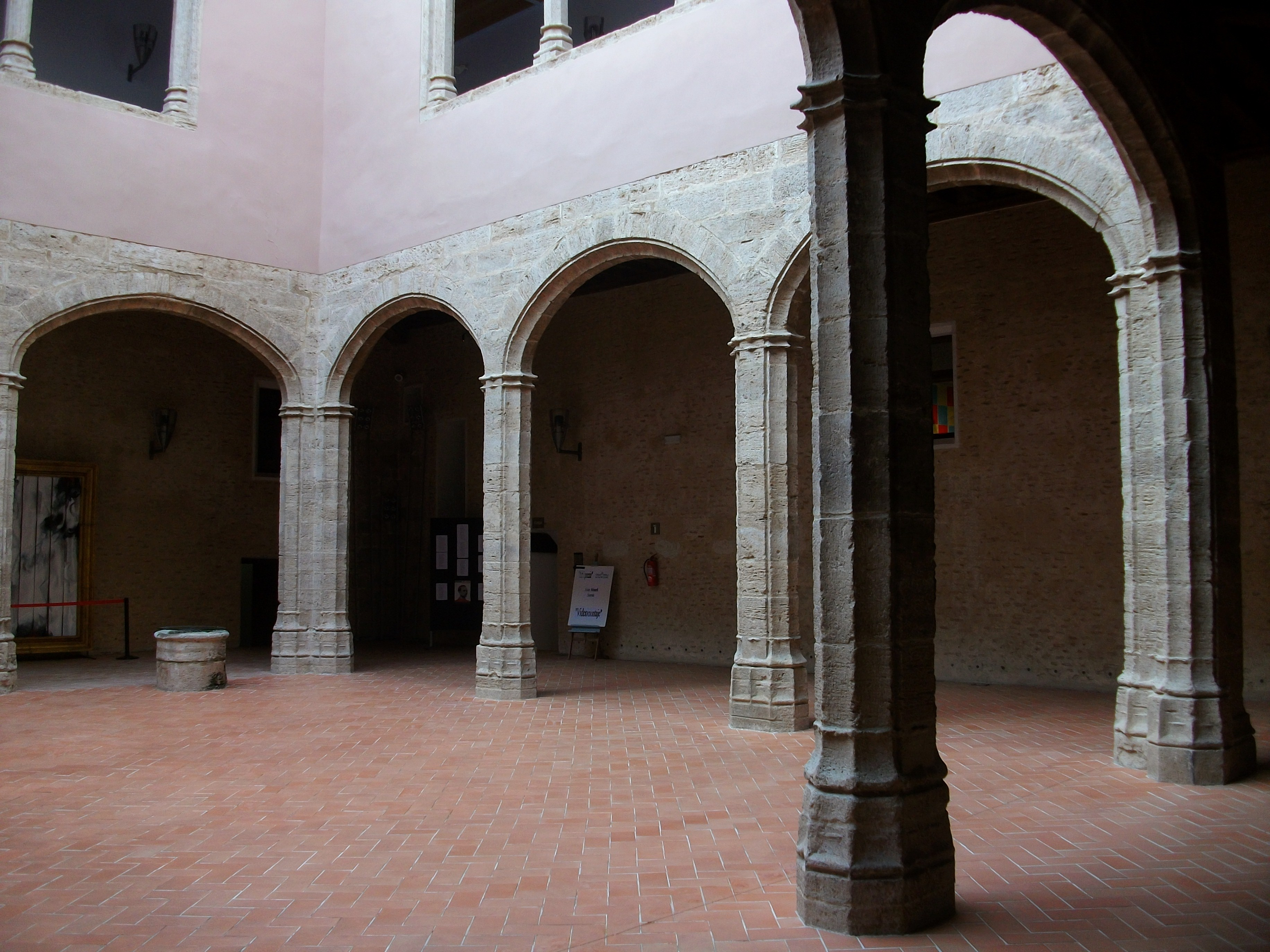
Cour du château d'Alaquàs

Il est en grande partie en dessous du niveau des rues périphériques, et l'on y trouvait les écuries, quelques moulins à huile et des caves. Parmi les éléments les plus importants de cet étage figurent l'escalier qui mène à la mezzanine, construit avec des blocs de pierre de taille, ainsi que le plafond à caissons du hall et du portique.
Entresol
L'importance des pièces de cet étage peut être appréciée par la riche et délicate sculpture de certaines des portes de communication intérieures, par les plafonds à caissons et par la disposition caractéristique des fenêtres.
Étage principal

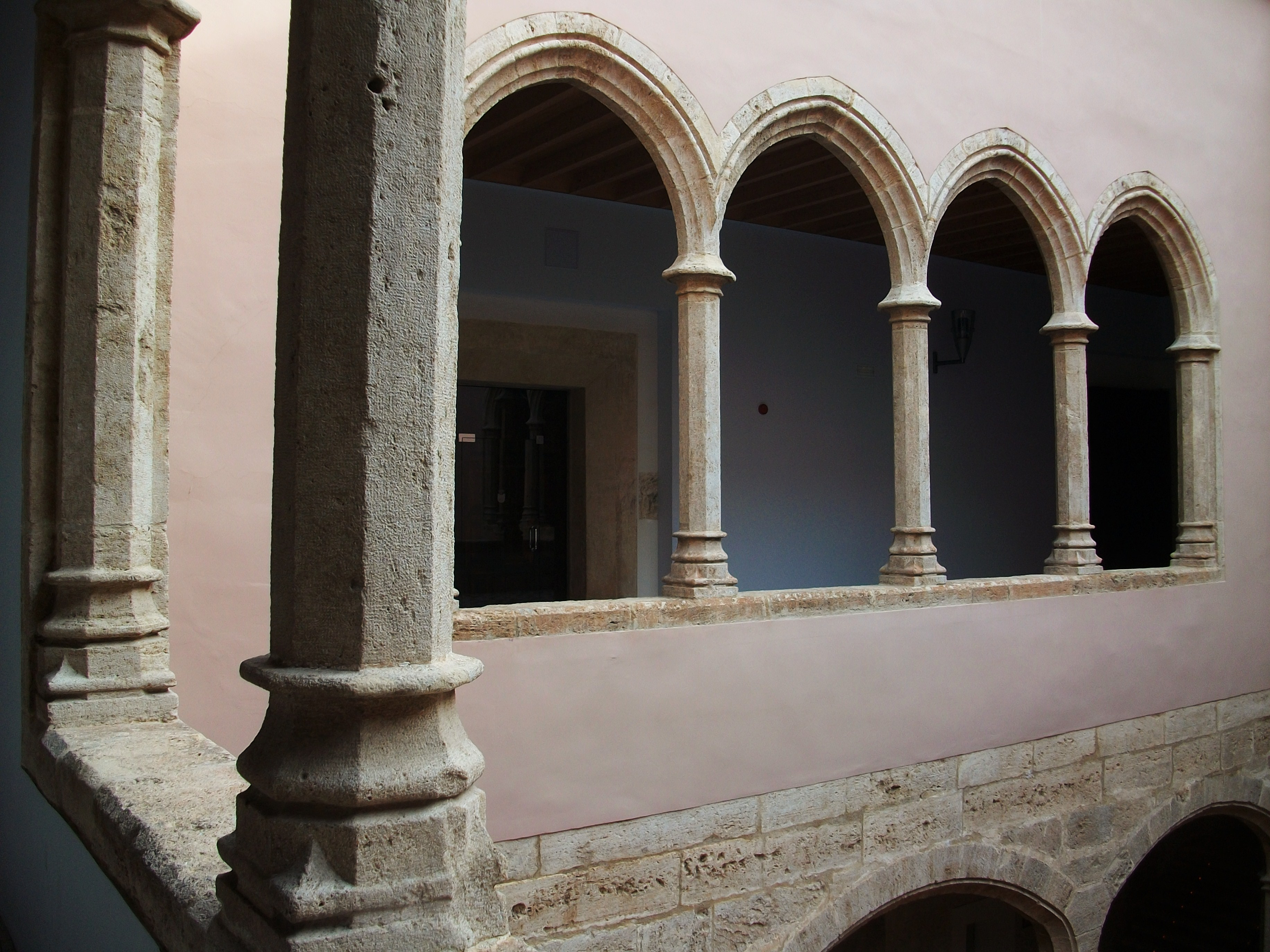
Arcs de la galerie supérieure de la cour du château d'Alaquàs

On retrouve à cet étage les appartements les plus nobles du château, accessibles uniquement par l'escalier principal. Les arcs ogivaux et les colonnades qui composent la galerie du patio sont d'une grande délicatesse.
À cet étage se trouve également un accès à une grille surplombant l'accès à l'église de l'Asunción. Elle est ouverte à même le mur et atteste l'importance qu'exerçaient les seigneurs de la ville sur la vie religieuse. La façade ouest se compose d'une grande dépendance, qui a pu servir de salle à manger principale et de cuisine étant donné son imposante cheminée.

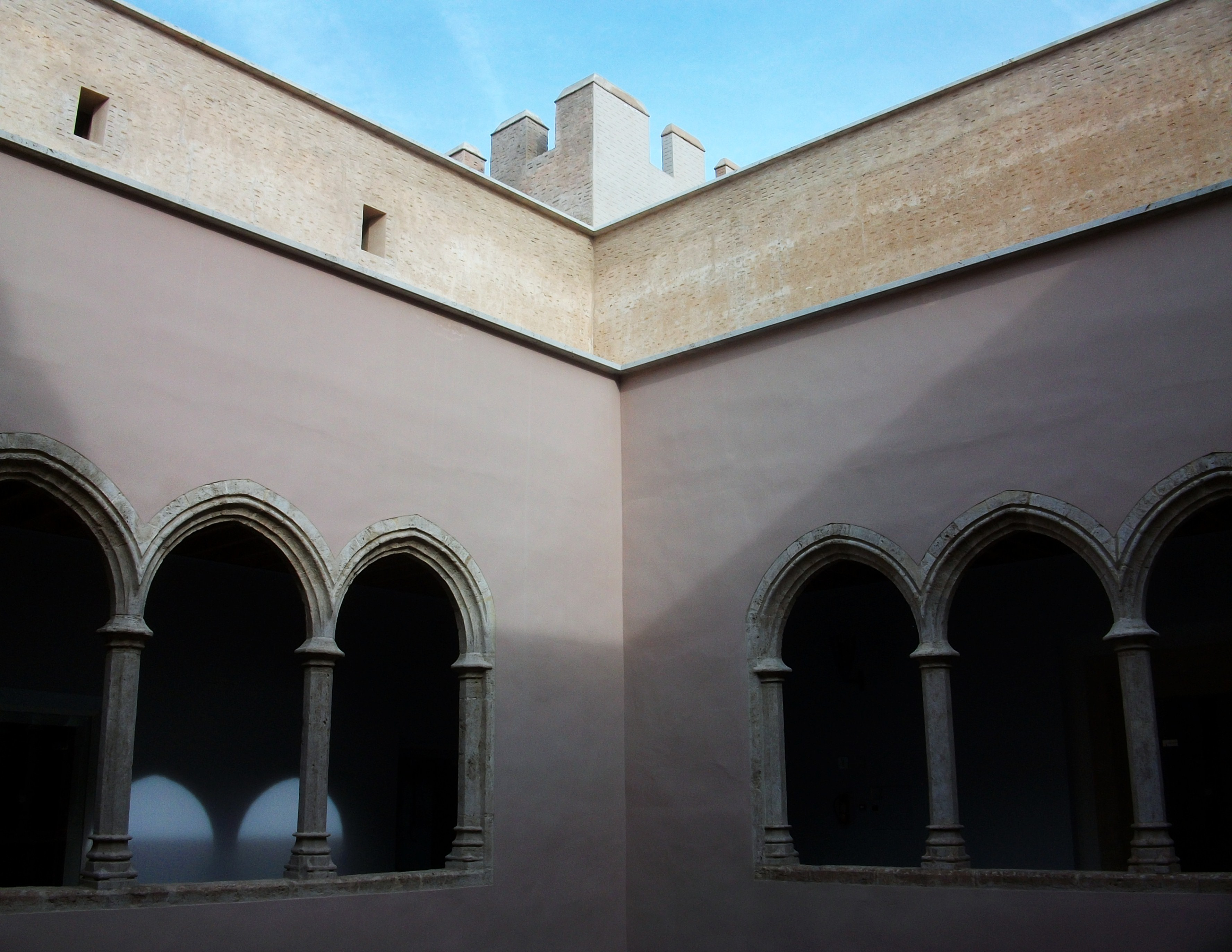
Galerie du château

La façade Est est composée d'une grand salon dont le plafond, culminant à plus de 7 mètres, est couvert par de riches caissons de bois. On retrouve ces mêmes plafonds dans les autres dépendances de cet étage.
Quatrième étage
Utilisé comme grange et logement des domestiques, il est aujourd'hui complètement démantelé. Les quatre tours crénelées (dont une a été reconstruite) s'élèvent à ce quatrième étage, flanquant la masse imposante du château et atteignant une hauteur approximative de 25 mètres.
Si rares sont les vestiges de serrurerie qui ont été retrouvés, plus rares encore sont ceux de quincaillerie. On peut toutefois noter la conservation de girouettes, de forme égale et couronnées d'une croix, qui, avec le temps, se dressent encore sur les créneaux de leurs tours
Il faut souligner[style à revoir] les importants vestiges de carreaux ogivaux, mudéjars et de la Renaissance sur ses sols, que l'on peut encore admirer, et qui témoignent de l'existence de certaines constructions antérieures au château et de la longue période qui a été investie dans sa construction.

## Route de la soie
Cet artisanat faisait également partie des différentes activités étant exercées à Alaquàs, probablement initié par les années d'occupation musulmane de ce territoire. Ni la reddition de Balansiya à Jacques Ier d'Aragon, ni l'expulsion ultérieure des Maures n'ont interrompu la production de soie à Alaquàs. Les tout-puissants velléitaires, une guilde clé dans la construction de la Loje de la Soir de Valence, s'approvisionnaient également en matière première de cette ville. Au fil des ans, de nombreux exemples prouvent l'existence des mûriers dans les champs, l'élevage de chenilles pour la fabrication de la soie et leur vente aux velléitaires valenciens. Les vassaux et les seigneurs tiraient d'importants revenus de cette culture et de sa transformation, et le palais du château était également un centre de production,.

## Réhabilitation complète (2005-2007)[8]

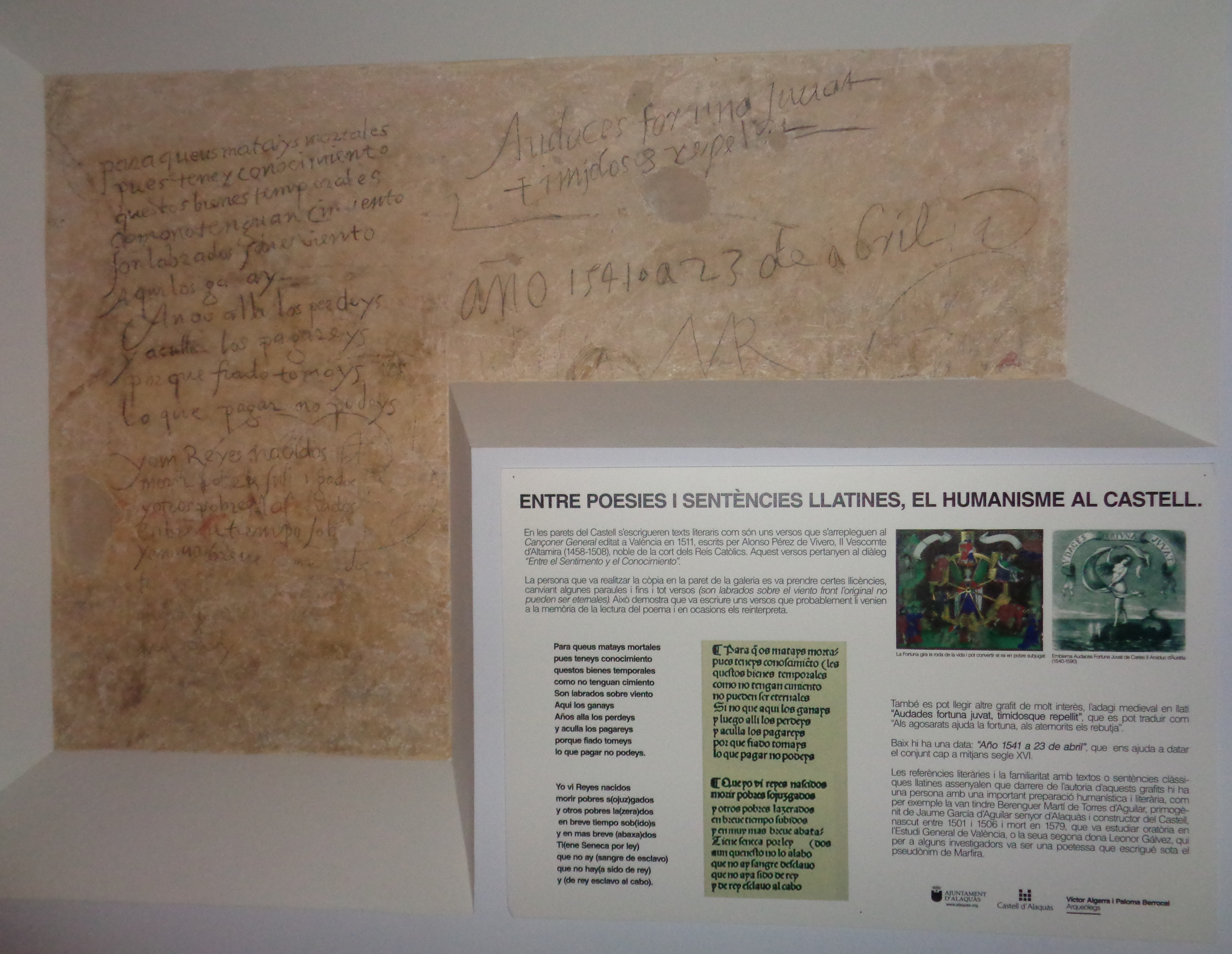
Graffitis trouvés dans la galerie

En 2005 a commencé le projet de réhabilitation, avec pour objectif de consolider les structures du monument.
Les plafonds à caissons de bois ont récupéré leur aspect du XVIe siècle, en éliminant les nombreuses couches de peintures ajoutées au fil des années et en leur appliquant un traitement de protection. Un renfort de poutres de fer dans l'étage supérieure est également venu renforcé leur tenue.
Des graffitis des XVIIe et XVIIIe siècles ont été mis au jour, représentant des reproductions de navires et réalisées, entre autres, peut-être par des peintres qui auraient fait partie des équipages des navires.
Dans la cour, toutes les ouvertures ont été restaurées dans leur configuration d'origine, en éliminant les cadres néo-gothiques ajoutés aux fenêtres de la cour par les anciens propriétaires.

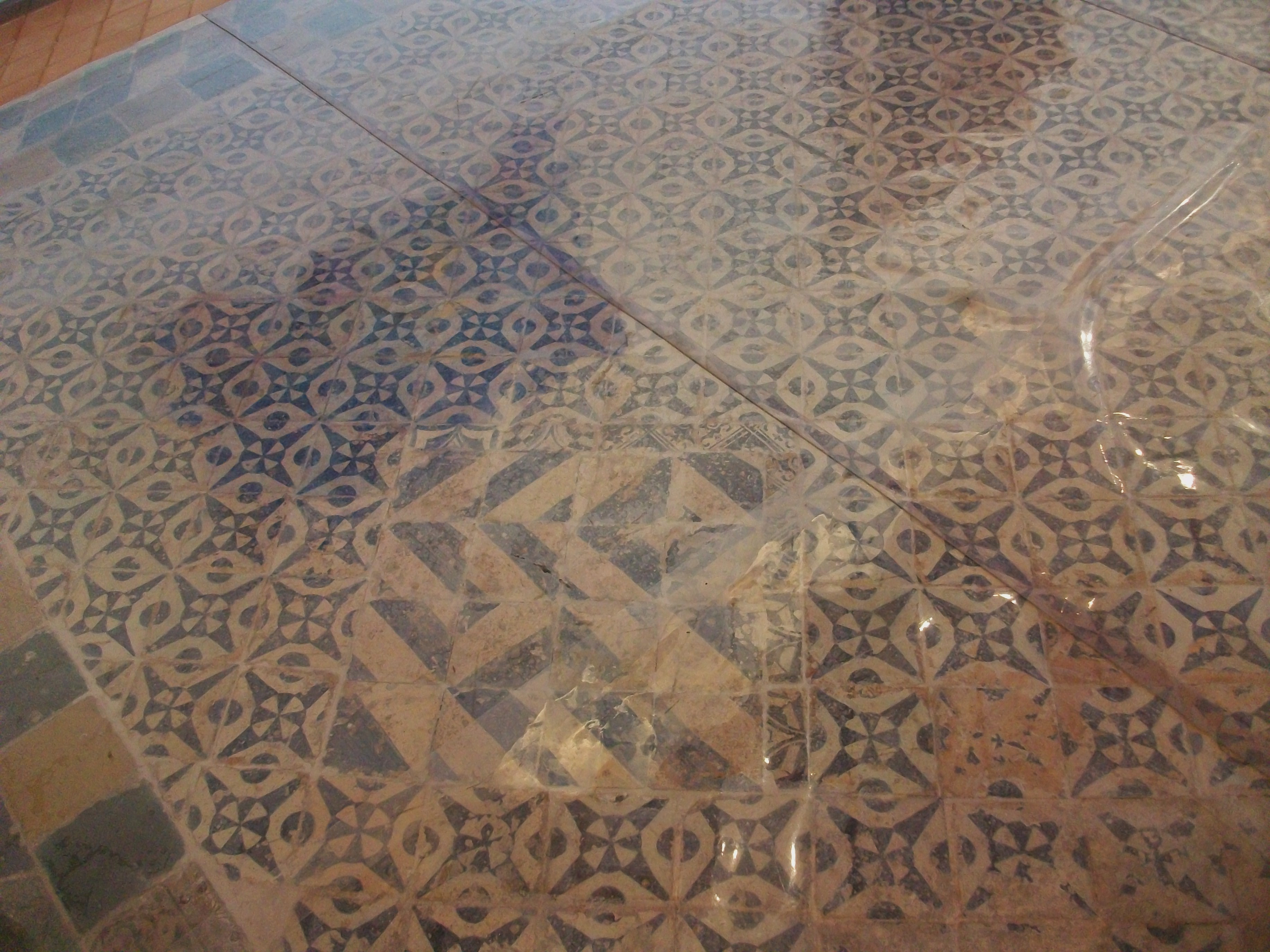
Dallage en céramique d'une des salles du Château d'Alaquàs

Le dallage en céramique encore conservé a été restauré et consolidé pour garantir sa conservation. Le directeur du Musée National de Céramique et Arts Suntuarias González Martí, Jaume Coll, a relevé 275 motifs différents. La majeure partie du dallage qui se trouvait dans la galerie, qui a disparu quelques années avant que la mairie n'en prenne possession, a été remplacée par un nouveau dallage dans les tons et motifs du château du XVIe siècle.
La restauration du quatrième étage a été utilisée pour y installer le Centre public de formation de personnes adultes Enric Valor. Une restauration de grande importance a été celle de l'escalier principal à son emplacement primitif, rattaché à la cour, comme marqué par les canons de la Renaissance, éliminant ainsi un escalier inadéquat ayant été construit au milieu du XXe siècle à l'entrée principale du bâtiment et qui réduisait la fonctionnalité des pièces adjacentes, rompant le passage direct depuis la cour.
Tous ces travaux ont eu pour but de transformer le château en un centre culturel et de formation, ouvrant au public touts les espaces possibles et ouvrant de nouvelles salles d'expositions.
À l'étage principale, la Sala Nova, est destiné aux expositions d'arts majeures.
La Sala La Torre au niveau de l'entresol, est équipée pour accueillir des expositions de différents contenus ainsi que le siège valencien de la Fondation Ernest Lluch.
La salle en demi sous-sol, devenue la Sala Vilaragut, est équipée et utilisée pour des expositions, et est configurée sur trois niveaux, dont le dernier est la citerne, un espace qui peut être visité et qui servait autrefois de réservoir d'eau.
La Sala de la Xemeneia est grande pièce convertie en espace polyvalent, préparée pour accueillir conférences, projections audiovisuelles et séances publics.
La Sala 28 de Febrer, commémorant le jour d'ouverture du château au public, accueille expositions et spectacles.
La Sala Cremona, appelée ainsi en raison du jumelage entre Alaquàs et Crémone, est destinée à la célébration de tout type d'événement en raison de sa structure diaphane.
La réhabilitation a été soutenu par un apport financier du Gouvernement central par l'intermédiaire du Ministère de l'Equipement, de la Culture et de la Politique Territoriale avec 2,4 millions d'euros; 2,2 millions d'euros de fonds Feder et 450 000 euros de la Géneralité Valencienne.

## Nouvelles fonctions

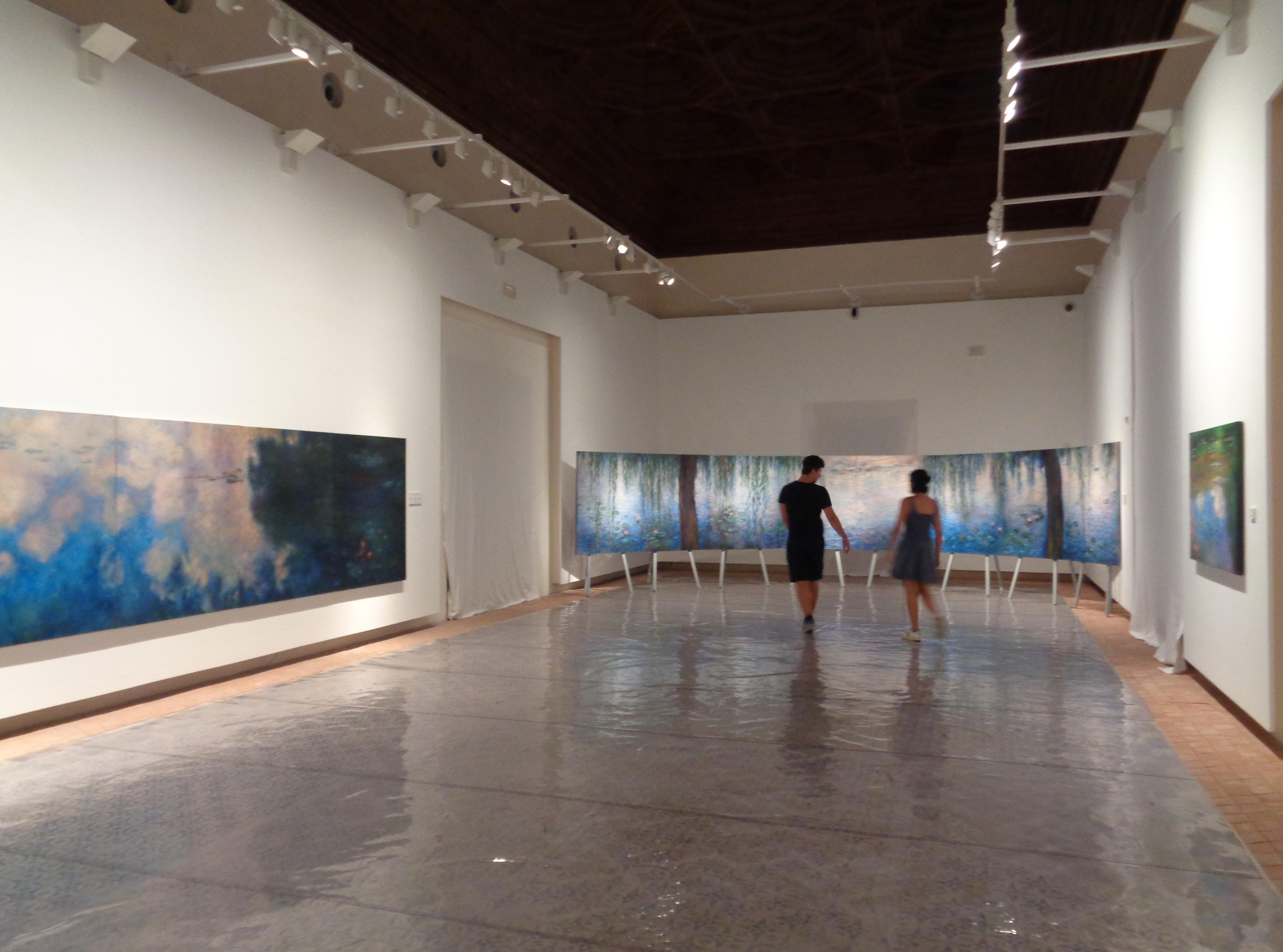
La Sala Nova

Lorsque la réforme du château-palais a été achevée le 19 mars 2007, de nombreux espaces ont été modifiés par rapport à leurs fonctions initiales et dépassées, comme la bibliothèque, où se trouvaient les anciennes écuries, dotée de tout un ensemble de sources bibliographiques sur l'histoire locale d'Alaquàs, la Renaissance valencienne et le château d'Alaquàs et, en outre, les différentes études du plan directeur, réalisées avant la restauration. Il est principalement orienté vers la recherche, mais aussi vers la diffusion du patrimoine bibliographique et artistique en tant que centre dynamique du fonds local avec une tâche clairement didactique, pour les centres éducatifs, les collectifs et les associations culturelles locales,.